# Comité Olímpico Nacional de Mozambique
El Comité Olímpico Nacional de Mozambique es el Comité Nacional Olímpico de Mozambique, fundado en 1978 y reconocido por el COI desde 1979.